# Sperrstelle Berninahäuser

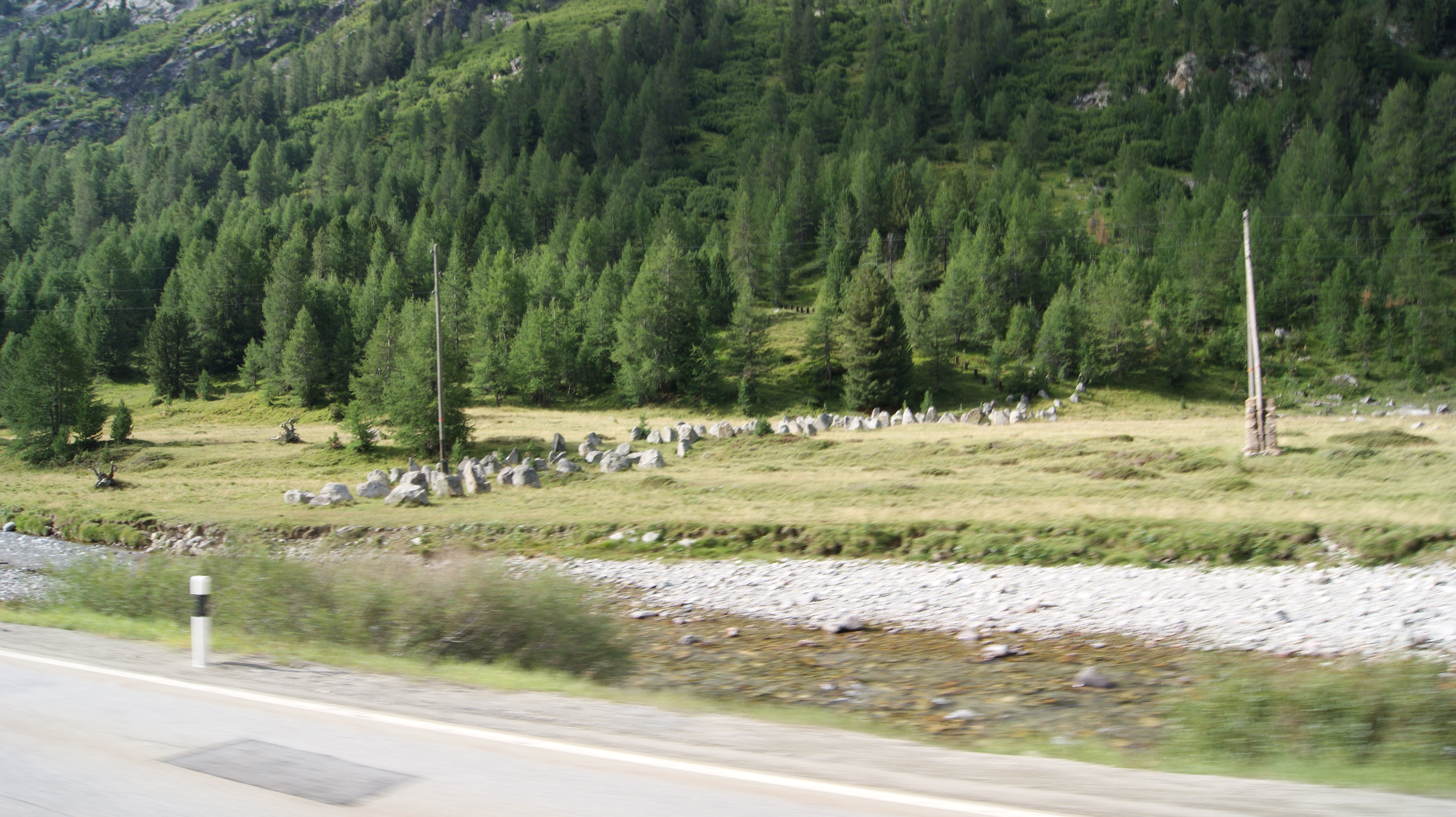
Sperrstelle Berninahäuser

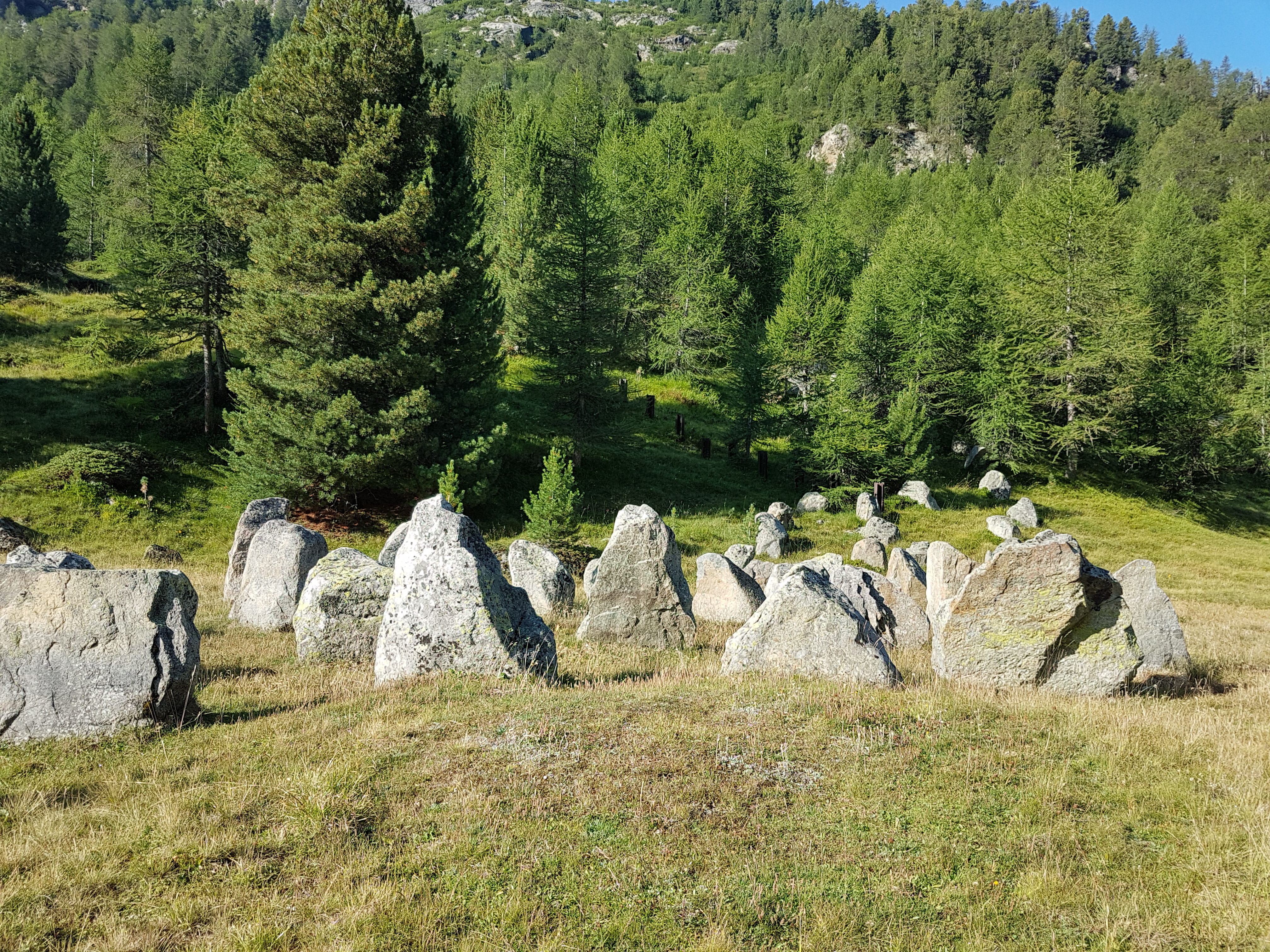

Sperrstelle Berninahäuser (Armeebezeichnung Nr. 1268/1269) war eine Verteidigungsstellung der Schweizer Armee. Sie liegt unterhalb von Bernina Suot (früher Berninahäuser) an der Strasse über den Berninapass ins Puschlav.
Die Sperre wurde von 1936 bis 1939 von zivilen Unternehmen errichtet und gilt als militärhistorisches Denkmal von nationaler Bedeutung. Sie gehörte zur Grenzbrigade 12 und wurde mit der Armee 95 aus der Geheimhaltung entlassen.

## Geschichte

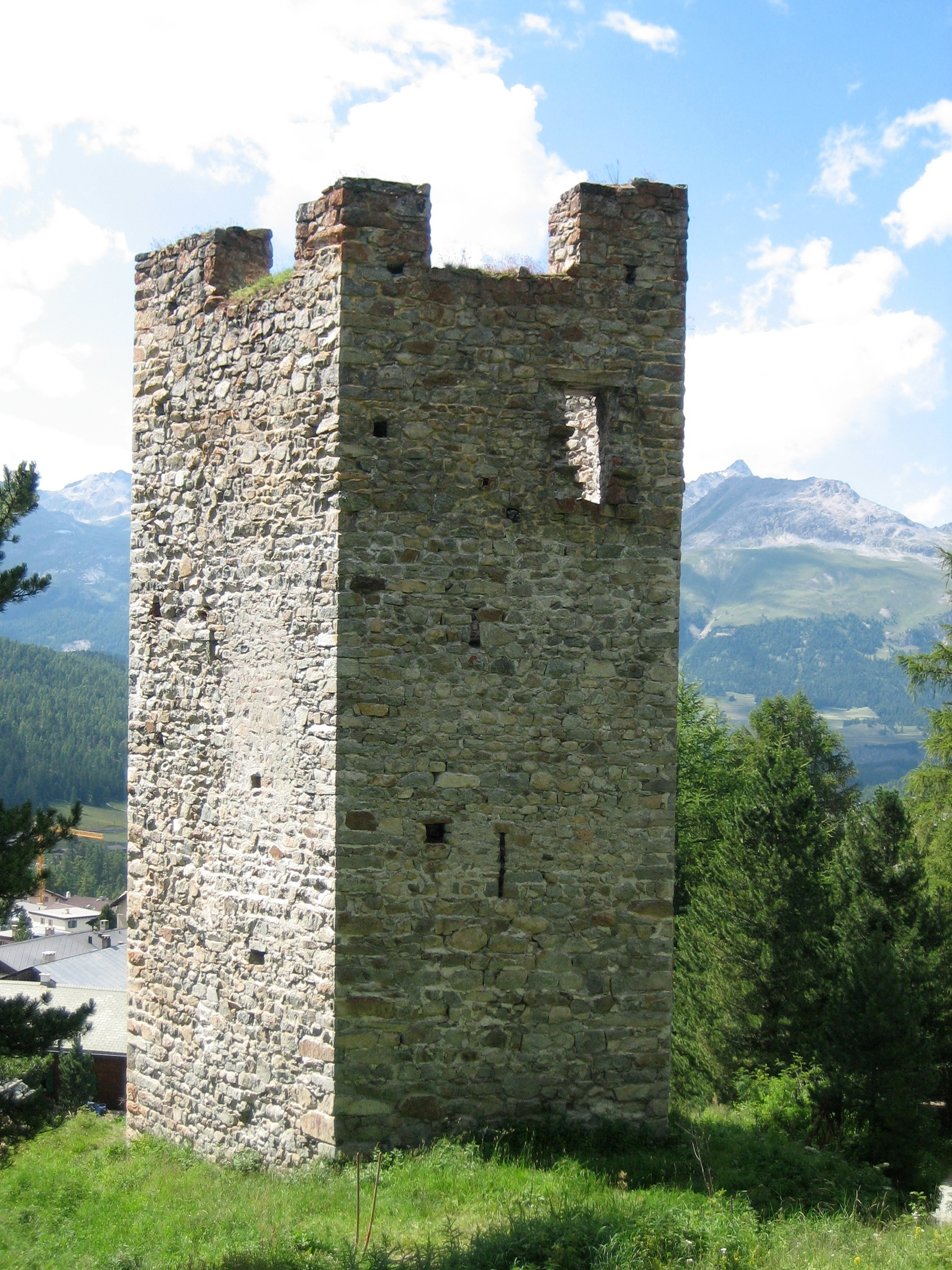
Spaniolaturm bei Pontresina

In vorhistorischer Zeit gab es einen Passverkehr über den Bernina, der in römischer Zeit noch anwuchs. Der Passverkehr wurde ab 1200 mit dem Burgturm Spaniola überwacht und geschützt. Der alte Weg führte über Carlihof, wenig unterhalb des Spaniolaturmes, durch.
Während den beiden Weltkriegen war die Hauptaufgabe der Sperrstelle, bei Berninahäuser den Durchmarsch eines Gegners aus dem Süden zu verhindern oder zu verzögern.
Die Sperrstelle Berninahäuser ist die vorderste feste Sperre gegen das Puschlav und Italien. Da die Berninapasshöhe als Sperrstelle nicht geeignet war, weil ihre Moränenlandschaft zu unübersichtlich ist, wurde während des Ersten Weltkriegs etwa 6 km nördlich der Passhöhe eine passendere Stelle gefunden. Diese wurde mit Schützengräben, Artilleriestellungen und der Gebirgsunterkunft «Albrishütte» von 1915 befestigt.
Noch vor dem Zweiten Weltkrieg wurde 1936 entlang eines Schützengrabens von 1915 Strassen- und Bahnbarrikaden erstellt. Die Infanteriewerke (A 7675 und 7676) wurden auf beiden Seiten der Strasse ab Mai 1938 als Flankierwerke in den Fels gebaut, das Geländepanzerhindernis GPH (T 4045) aus Natursteinblöcken ein Jahr später.
Das Hauptwerk Bernina rechts (A 7675) war mit einer Infanteriekanone (später 9-cm-Panzerabwehrkanone Pak) und drei Maschinengewehren bewaffnet. Aus dem Gegenwerk Bernina links (A 7676), einem weitläufigen Infanteriewerk als Felskaverne, wirkten drei Maschinengewehre.
Die Panzersperre besteht aus drei Reihen einbetonierter Natursteine, die mit Betonblöcken in Strassen- und Bahnnähe verstärkt wurden.
Zur Verhinderung einer Umgehung über das nahe gelegene Livigno durch das Val Minor wurde ein Unterstand für bewegliche Infanterie auf der Wasserscheide an der Grenze zu Italien errichtet.
Mit der Armee 61 wurde die Sperrstelle mit einem 8,1-cm-Festungsminenwerfer 1956/60 mit vier Kilometer Reichweite auf dem Berninapass (Armeebezeichnung Nr. 1269) verstärkt. In den späten 1990er-Jahre wurde ein Monoblock mit einem 12-cm-Festungsminenwerfer 1959 gebaut.
- Felsenwerk Bernina rechts A 7675: Ik/Pak, 3 Mg ⊙
- Felsenwerk Bernina links A 7676: 3 Mg ⊙
- GPH Berninahäuser (Natursteinblöcke) T 4045 ⊙
- Mannschaftsunterkunft Albrishütte FWK B 2284 ⊙
- Festungsminenwerfer Bernina A 7664: 2 8,1-cm-Fest Mw ⊙
- Festungsminenwerfer A 7725 «Bison»: 1 12-cm-Fest Mw.[4][5]

## Sperrstelle S-chanf
Die Sperrstelle S-chanf umfasst die Sperren im Val Susauna/Sulsana (Nr. 1265) und den südlich gelegenen Grenztälern Casana-Trupchun (Nr. 1265) und Chamuera (Nr. 1246). 
- Felsenwerk Sulsana A 7640 rechts oben		⊙
- Felsenwerk Sulsana A 7641 rechts unten		⊙
- Felsenwerk Sulsana A 7642 links		⊙
- Mg-Stand Casana A 7650 rechts oben		⊙
- Infanteriebunker Casana A 7651 rechts unten		⊙
- Felsenwerk Casana A 7652 links		⊙
- Mg-Stand Trupchun A 7653		⊙
- Infanteriebunker Chamuera A 7655 links		⊙
- Infanteriebunker Chamuera A 7656 rechts		⊙

## Pro Castellis
Der Verein Pro Castellis übernimmt die militärischen Anlagen der Sperrstelle Berninahäuser. Dazu gehören die Reste des Festungsbaus aus dem Ersten Weltkrieg, Panzersperr- und Panzerabwehrstellungen aus dem Zweiten Weltkrieg und die «Bison»-Minenwerferstellung von 2003.